# Acareosperma
Acareosperma es un género monotípico de plantas perteneciente a la familia Vitaceae. La única especie del género es Acareosperma spireanum. Es originaria del Sudeste de Asia en Laos.

## Taxonomía
Acareosperma spireanum fue descrita por François Gagnepain y publicado en Bulletin du Muséum d'Histoire Naturelle 25: 131, en el año 1919.